# Аваре, Антуан Луи Франсуа де Безиад
Антуа́н Луи́ Франсуа́ де Безиа́д или Безьяд (фр. Antoine Louis François de Bésiade), граф, затем герцог д’Аваре́ (comte, duc d’Avaray; 8 января 1759 года, Париж — 4 июня 1811 года, Мадейра) — французский аристократ, военный и придворный; доверенное лицо графа Прованского (брата Людовика XVI); организатор его удачного бегства из страны в 1791 году и товарищ по ссылке.

## Биография и карьера
Из аристократической семьи, старший сын Клода де Безиад (Claude Antoine de Bésiade, 1740—1829) и Софи де Майи (Sophie de Mailly). Был полковником Булонского полка (Régiment de Boulonnais) и гардеробмейстером Людовика, графа Прованского. Оставался ему приверженным, как до правления того королём, когда Людовик носил титулы графа Прованского и Месьё, так и впоследствии, когда Людовик, по смерти неправившего Людовика XVII, принял титул французского короля, но переезжал из страны в страну, не имея возможности вернуться в революционную Францию. Аваре́ был его вечным спутником:
- вместе с ним бежал из Франции 21 июня 1791 года,
- участвовал с ним в военной кампании 1792 года,
- присутствовал в Хамме, где Людовик, после казни Людовика XVI, принял титул регента;
- сопровождал в Верону, на Рейн, в Россию в Митаву, где готовил своему королю убежище, ходатайствуя как посол перед императором Павлом I.

В конце 1800 года Людовик XVIII, по распоряжению русского правительства, должен был оставить Митаву, со всем семейством уехать из России и искать убежище в Лондоне. Там Аваре́ был вынужден покинуть своего царственного компаньона из-за мучавшей его чахотки и уехать на остров Мадейру, где он умер 5 июня 1811 года.
Людовик называл его своим другом; по восшествии на престол осыпал милостями всё семейство д’Аваре и приказал поместить в их герб следующие слова Вергилия: лат. Durum facit pietas iter.